# Goodnight Tonight
«Goodnight Tonight» es una canción del músico británico Paul McCartney publicada como sencillo en 1979. Alcanzó el puesto 5 tanto en la lista británica UK Singles chart como en la lista estadounidense Billboard Hot 100 en ese mismo año.
Aunque fue grabada durante las sesiones  del álbum final de Wings Back to the Egg,  no fue incluida en él y fue lanzada como un sencillo en marzo de 1979. Finalmente, fue recopilada en 1987 en el álbum All the Best! e incluida como un bonus track en la reedición en 1993 del álbum McCartney II. 
Influida por la música disco y con un comienzo inspirado en la guitarra flamenca, «Goodnight Tonight» fue publicada como sencillo con la canción «Daytime Nighttime Suffering» como cara B. Una versión más larga de la canción fue incluida en la reedición digital de Back to the Egg, disponible como descarga digital a través de iTunes Store.

## Grabación
«Goodnight Tonight» comienza con un fondo instrumental grabado por McCartney en 1978. Con la necesidad de publicar un sencillo que precediera a la publicación del álbum Back to the Egg, McCartney recuperó la canción y la completó con su grupo Wings. Aunque la versión original duraba 7 minutos, la canción fue editada para publicarla como sencillo, y la versión larga vio la luz en el sencillo de 12 pulgadas. 
La publicación de «Goodnight Tonight» fue acompañada de un videoclip de Wings tocando la canción con una indumentaria de los años 30, también visible en la portada del sencillo. En Estados Unidos, «Goodnight Tonight» fue el primer sencillo publicado por Columbia Records tras firmar un nuevo contrato que cedía la distribución de sus trabajos discográficos a Columbia en el mercado estadounidense.

## Recepción
«Goodnight Tonight» se convirtió en un éxito internacional, alcanzando el puesto 5 en la lista estadounidense Billboard Hot 100 y en la lista británica UK Singles Chart. John Lennon, antiguo compañero de McCartney en The Beatles, llegó a comentar que la canción no le llamó la atención, pero que disfrutó de su bajo en la canción. El sencillo fue certificado como disco de oro por la RIAA, con ventas superiores al millón de copias.

## Lista de canciones
| Vinilo de 7" 1. «Goodnight Tonight» 2. «Daytime Nighttime Suffering» | Vinilo de 12" 1. «Goodnight Tonight» (long version) 2. «Daytime Nighttime Suffering» |